# Landbeweglichkeit
Landbeweglichkeit ist ein militärischer Fachausdruck und bezeichnet die Truppenbewegung von Soldaten und Gerät an Land. Dies kann zu Fuß (Marsch), mit Militärtieren oder vor allem auch mit Landfahrzeugen geschehen. Eine hohe Landbeweglichkeit ist die Voraussetzung einer zügigen Dislozierung von Truppenteilen.
Die Landbeweglichkeit ist bei konventionellen Kriegen entscheidend, um auf die militärische Lagen (Angriff/Rückzug) schnell reagieren zu können. Sie kann ausschlaggebend für den Ausgang von Kriegen sein. 
Dieselbe Bedeutung in der Luft nennt man Luftbeweglichkeit.